# Tessa Wheeler

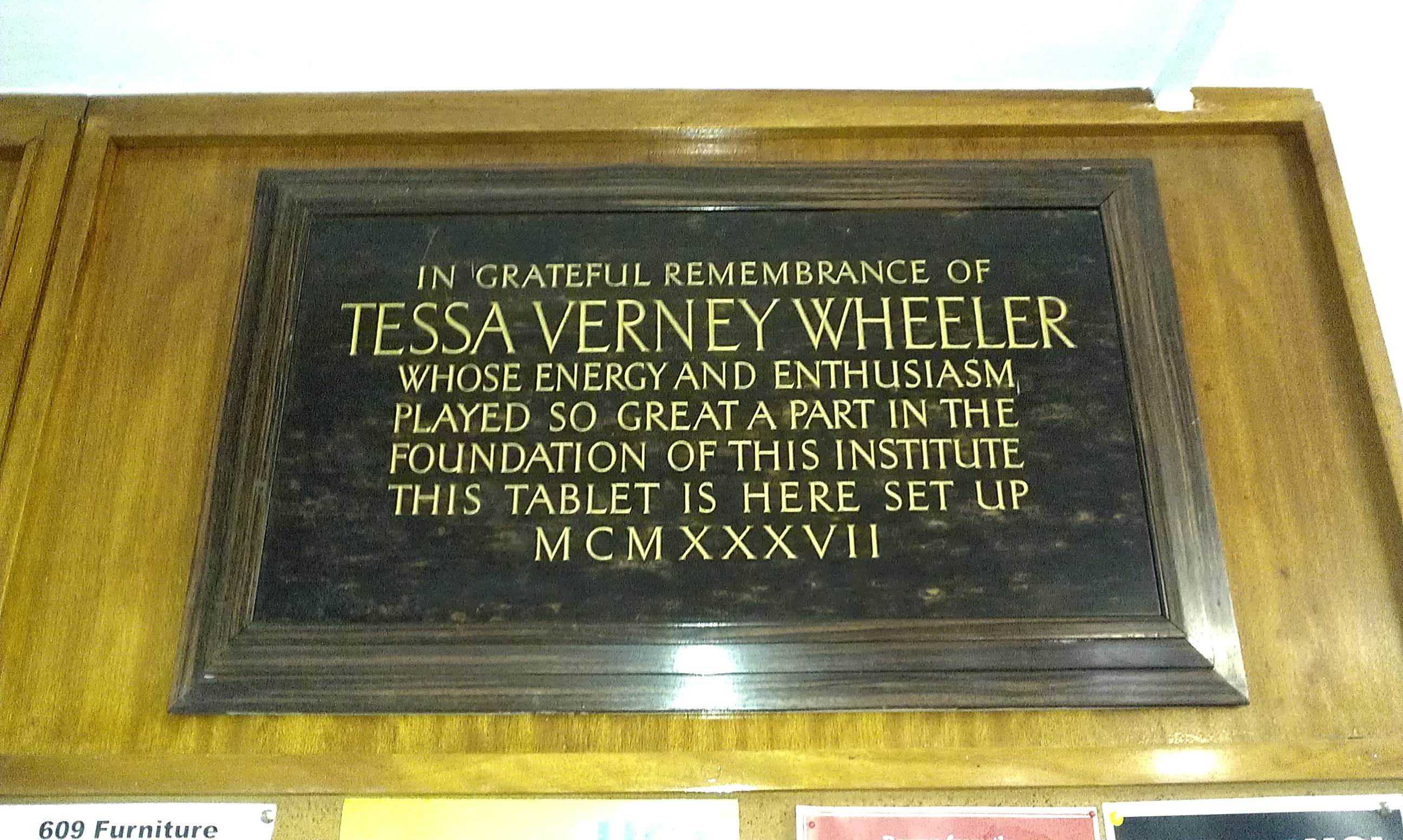
Tablica pamiątkowa w Instytucie Archeologii Kolegium Uniwersyteckiego w Londynie

Tessa Verney Wheeler (ur. 27 marca 1893, zm. 15 kwietnia 1936) – angielska archeolog. Razem z męzem Mortimerem Wheelerem prowadziła badania archeologiczne w Anglii i Walii.

## Życiorys
Tess urodziła się w 27 marca 1893 roku w Johannesburgu. Jej ojcem był doktor John Verney a matką Annie Kilburn. Studiowała historię na Kolegium Uniwersyteckim w Londynie podczas których poznała swojego przyszłego męża Mortimera Wheelera. W 1915 urodziła Michalea, ich jedynego syna. Od 1921 roku zaczęła pomagac mężowi podczas wykopalisk w Segontium zajmując się pracami organizacyjno-administracyjnymi i katalogowaniem znalezisk. Podobnie zaangażowana była w trakcie wykopalisk w Y Gaer (1924-25), Isca Augusta (1926) i późniejszych w Lydney Park (1932), Verulamium (1936). W czasie wykopalisk w Verulamium zatrudnili Margaret Guido, która później kontynuowała samodzielnę karierę jako archeolog.
Poza praca podczas wykopalisk od 1928 była wykładowcą w Muzeum Londyńskim, a w tym samym roku została wybrana na członka Society of Antiquaries w Londynie.
Zmarła 15 kwietnia 1936 roku w wyniku powikłań (zator tętnicy płucnej) po operacji palca u nogi.

## Publikacje
- The Caerleon Amphitheatre: A summary, Bedford Press, Londyn, 1928
- Wspólnie z mężem The Roman amphitheatre at Caerleon, Monmouthshire (Archaeologia 78), The Society of Antiquaries, Oxford, 1928
- Report on the excavation of the prehistoric, Roman, and Post-Roman site in Lydney Park, Gloucestershire, The Society of Antiquaries, Oxford, 1932
- Verulamium: a Belgic and two Roman cities, The Society of Antiquaries, Oxford, 1936